# Infection/LITTLE BEAT RIFLE
「infection/LITTLE BEAT RIFLE」（インフェクション／リトル ビート ライフル）は、鬼束ちひろの5枚目のシングル。

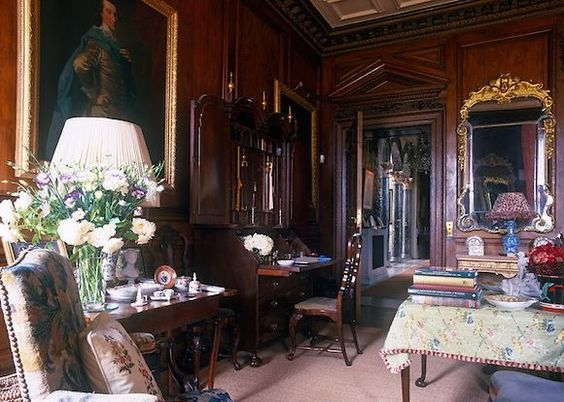
写真1.Chicheley Hall Drawing room

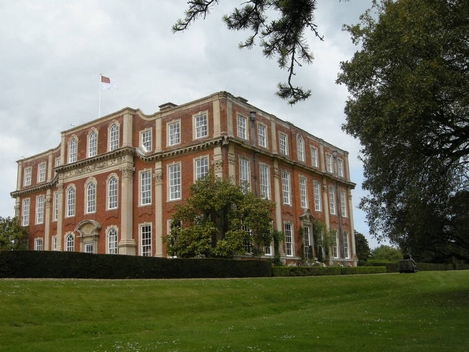
写真2.Chicheley Hall

## 解説
2001年9月7日に発売された。作詞・作曲は鬼束ちひろ、編曲は羽毛田丈史。
初回プレス盤のみ、スリーブケース仕様となっている。また、収録上の理由によりインストゥルメンタルが収録されていない。
この作品をリリースした4日後、アメリカ同時多発テロ事件が発生。奇しくも「infection」の「爆破して飛び散った心の破片」という歌詞がそれを髣髴させるということで、同年11月まで同曲のプロモーションは自粛され、代わりに「LITTLE BEAT RIFLE」のみのプロモーションを行った。
新星堂では初回プレス盤の購入特典としてポストカードが付属していた。

## 収録曲
1. infection [5:44]
  - 作詞・作曲：鬼束ちひろ／編曲：羽毛田丈史
  - テレビ朝日系木曜ドラマ『氷点2001』主題歌

オーケストラを起用したバラードになっている。
「月光」以来約1年振りにドラマ主題歌として起用された。ドラマ制作側が「人間の陰の部分・感情を豊かに歌い上げる歌声と世界観が完全にドラマと一致する」と賞賛し、楽曲起用を決定したという。だが、これはもともとドラマ用に書き下ろしたものではなくデビュー直後に書き上げられていたストック曲のひとつであり、ドラマと合うのではないかと提案したところ採用となったという。上記の通り、発売直後にアメリカ同時多発テロ事件が発生し、歌詞はそれを彷彿させるとのことで発売から2ヶ月間はこの曲によるプロモーションは見送られ、東芝EMIのサイト上でもプロモーション自粛の声明文が公表された（ただドラマ主題歌であったため、楽曲はドラマ内では毎週使用され、ドラマ内では毎週使用される部分が違っていた）。だが、これにより次回作となる「流星群」が生まれるきっかけともなった。
ちなみに、プロモーションビデオはロンドン近郊で撮影が行われたが、アルバム『インソムニア』のインタビューの際、「以前有名なタロット占い師に『絶対次回作は海外でレコーディングやPV撮影を行いなさい』と言われた」とのことで、このことも考慮したのであろうと思われる。また、ちひろの高校時代の同級生でありちひろをフェイバリットアーティストと挙げる歌手の久嶋美さちは同曲を邦楽で最も好きな曲に挙げている。
2. LITTLE BEAT RIFLE [4:35]
  - 作詞・作曲：鬼束ちひろ／編曲：羽毛田丈史
  - テレビ朝日系『モノ・好きっ! パラダイス』エンディングテーマ

カントリーロックをイメージして制作されたアップテンポなナンバー。「infection」がプロモーション自粛の際に代わりにこの曲で音楽番組に出演していた。しかしもともと「infection」のプロモーションは発売直前まで行われず、発売前も「LITTLE BEAT RIFLE」の方がラジオオンエアされていたりプロモーションビデオが先に制作されてオンエアされる等していた。

## PV撮影場所
- 英国、ロンドンにほど近いバッキンガムシャーの二箇所で撮影が行われた。PV冒頭の小川のような長方形の池、広場に城門があるシーンと野外シーンをHall Barn Houseで、室内と邸宅の庭をChicheley Hallで撮影した。

## 収録アルバム
infection
- 『This Armor』
- 『SINGLES 2000-2003』
- 『the ultimate collection』
- 『"ONE OF PILLARS" 〜BEST OF CHIHIRO ONITSUKA 2000-2010〜』
- 『GOOD BYE TRAIN 〜ALL TIME BEST 2000-2013』
- 『REQUIEM AND SILENCE』

LITTLE BEAT RIFLE
- 『This Armor』※アルバムバージョンとして収録
- 『SINGLES 2000-2003』
- 『GOOD BYE TRAIN 〜ALL TIME BEST 2000-2013』
- 『REQUIEM AND SILENCE』